# Dialekt zachodniosaski języka staroangielskiego
Dialekt zachodniosaski języka staroangielskiego, którym posługiwano się głównie w Wesseksie, był jednym z czterech dialektów, jakie rozróżnia się w języku staroangielskim. Pozostałe trzy dialekty to: kentyjski, mercyjski i northumbriański (ostatnie dwa określa się mianem dialektów anglijskich). Dialekt zachodniosaski jest jedynym dialektem staroangielskim, w którym zachowały się pełnowartościowe utwory prozaiczne.
Dialekt zachodniosaski był pierwszym względnie „ustandaryzowanym” dialektem w historii języka angielskiego. Dialektu tego używano głównie na zachodzie i południu Anglii, w okolicach Winchesteru, który był stolicą Anglii do przełomu wieku XII i XIII, następnie jego zasięg zaczął się rozszerzać wraz z rosnącym znaczeniem politycznym Wessexu. Mimo że w pozostałych częściach kraju mówiono innymi dialektami, znaczna większość zachowanych tekstów staroangielskich jest napisana właśnie w dialekcie zachodniosaskim. Pośrednio jest to dowód na to, że cieszył się on swego rodzaju prestiżem języka literackiego i miał uprzywilejowaną pozycję w tym zakresie, zwłaszcza na skutek szeroko zakrojonej polityki standaryzacyjnej Alfreda Wielkiego po zjednoczeniu królestw anglosaskich w 878 roku. Alfred sprowadził do Wessexu skrybów z Mercji, aby podjęli się dzieła spisania wielu różnych tekstów, których spisanie było wcześniej niemożliwe. Pośród nich było wiele tekstów religijnych. Standaryzacja ta nigdy nie objęła jednak całego kraju, dlatego też standard winchesterski nie może być uznawany za standard języka pisanego w dzisiejszym rozumieniu tego terminu.
Wyróżnia się dwa etapy w historii dialektu zachodniosaskiego – okres wczesnozachodniosaski (ok. 700–900) i późnozachodniosaski (ok. 900–1100). Dialekt wczesnozachodniosaski był językiem króla Alfreda (849–899). Później wyewoluował w kierunku dialektu późnozachodniosaskiego. Wczesna odmiana dialektu zachodniosaskiego jest podstawą wszelkich współczesnych podręczników i kursów języka staroangielskiego.
Najistotniejsze teksty staroangielskie, z których czerpiemy wiedzę o dialekcie zachodniosaskim i które przykuły największą uwagę językoznawców historycznych jako szczególnie charakterystyczne dla tego dialektu obejmują:
- tzw. manuskrypt Parkera kroniki anglosaskiej od początku do roku 924 (The Parker Chronicle, nazywana też The Winchester Chronicle)
- dwa najstarsze rękopisy Cura Pastoralis Grzegorza Wielkiego (przełom IX/X wieku)
- manuskrypt Lauerdale tłumaczenia dzieł Orozjusza, wykonanego przez króla Alfreda (przełom IX/X wieku)
- angielskie tłumaczenie dodane do łacińskiego tekstu Junius Psalter (początek X wieku)
- Lǣcebōc (początek X wieku)
- dzieła Ælfrica (ok. 1000)
- rękopisy z Abingdon kroniki anglosaskiej (The Abingdon Chronicle I, The Abingdon Chronicle II)
- ewangelie wessexowskie (ok. 1000)
- kopia z Abingdon alfrediańskiego tłumaczenia dzieł Orozjusza (XI wiek)
- Manuskrypt A reguły benedyktyńskiej (ok. 1000)
- edykty królów Wessexu
- królewskie nakazy sądowe

Jednym z najpopularniejszych zachowanych poematów staroangielskich jest Beowulf, który jednak został przypuszczalnie napisany w innym dialekcie, a następnie przetłumaczony przez kopiującego manuskrypt skrybę na dialekt późnozachodniosaski z zachowaniem podniosłego stylu literackiego.
Standard skojarzony z Winchesterem wyszedł stopniowo z użycia po podboju normandzkim w roku 1066. Klasztory nie działały w tym okresie tak jak wcześniej, ponieważ angielscy biskupi zostali zastąpieni normańskimi, którzy wprowadzili swoje własne łacińskie podręczniki i konwencje piśmiennicze, co doprowadziło do niemalże całkowitego zaniku piśmiennictwa w języku staroangielskim. Łacina i język anglo-normandzki (zmodyfikowana wersja języka francuskiego, używana przez najeźdźców normańskich na Wyspach Brytyjskich) wyparły język staroangielski w funkcji języka pisanego. W XII wieku śmierć ostatnich skrybów wyszkolonych jako chłopcy przed podbojem normandzkim położyła kres pamięci o jakimkolwiek standardzie pisanym języka staroangielskiego.